# عمارت میر رحیمی
عمارت میر رحیمی مربوط به دوره قاجار است و در دامغان، خیابان ۱۲ فروردین، سمت چپ، پلاک ۳۲ واقع شده و این اثر در تاریخ ۶ اسفند ۱۳۸۵ با شمارهٔ ثبت ۱۷۵۸۷ به‌عنوان یکی از آثار ملی ایران به ثبت رسیده است.